# Селсу Рапозу
Селсу Рапозу (порт. Celso Raposo, нар. 3 квітня 1996, Баррейру) — португальський футболіст, захисник болгарського клубу «Локомотив» (Софія).

## Ігрова кар'єра
Народився 3 квітня 1996 року в місті Баррейру. Перші кроки у футболі зробив у місцевому клубі «Мойтенсі», куди потрапив у віці восьми років. У 2007 році талановитого гравця запросили до юнацької академії одного з провідних португальських клубів, столичного «Спортінга». Проте через рік він повернувся ближче до дому, продовживши навчання у академії клубу «Фабріл», а згодом — у «Баррейренсі», де Селсу провів п'ять сезонів у системі молодіжних команд.
Улітку 2015 року Рапозу вирушив за кордон до іспанського «Алджнета», де розпочалася його доросла кар'єра. Наступного сезону він захищав кольори інших невеликих іспанських клубів «Атлетіко Томельйосо» та «Кінтанар-дель-Рей», де провів по пів року. Влітку 2017 року Рапозу повернувся на батьківщину і до кінця року перебував у структурі рідного «Фабріла».
У січні 2018 року Рапозо підписав контракт із «Алмансиленсі», за який упродовж півроку провів десять матчів у третьому дивізіоні Португалії. Після цього, влітку 2018 року, Селсу перейшов до іншої команди цього дивізіону — «Праєнсі», де мав наступного сезону регулярну ігрову практику, зігравши 20 матчів, чим привернув до себе увагу клубів вищих дивізіонів.
У липні 2019 року Рапозу підписав контракт із «Кова-да-Пієдаді», командою Ліги Про (друга за силою ліга Португалії). Саме тут він дебютував на рівні професіоналів, але основним гравцем не став, провівши десять матчів у сезоні, через що наступного року повернувся у третій дивізіон, представляючи команду «Пеньялновенсі».
Навесні 2021 року перейшов у ісландський «Вестрі», але провівши лише кілька матчів вже влітку того ж року став гравцем болгарського «Локомотива» (Софія). Дебютував у вищому дивізіоні 27 липня 2021 року у матчі проти «Берое» (0:1) і надалі більшість часу, проведеного у складі софійського «Локомотива», був основним гравцем захисту команди протягом двох сезоні.
У липні 2023 року Рапозу отримав пропозицію від грецької «Каламати» і на умовах вільного трансферу перебрався до Греції. Проте, у новій команді основним гравцем він не був, тож вже в лютому 2024 року повернувся до «Локомотива», підписавши контракт до кінця червня 2025 року. Станом на 10 червня 2025 року відіграв за софійську команду 28 матчів в національному чемпіонаті.

## Статистика виступів

### Статистика клубних виступів
Станом на 17 березня 2023
| Сезон                         | Команда                       | Чемпіонат                     | Чемпіонат | Чемпіонат | Національний кубок | Національний кубок | Національний кубок | Континентальні кубки | Континентальні кубки | Континентальні кубки | Інші змагання | Інші змагання | Інші змагання | Усього | Усього |
| Сезон                         | Команда                       | Ліга                          | Ігор      | Голів     | Ліга               | Ігор               | Голів              | Ліга                 | Ігор                 | Голів                | Ліга          | Ігор          | Голів         | Ігор   | Голів  |
| ----------------------------- | ----------------------------- | ----------------------------- | --------- | --------- | ------------------ | ------------------ | ------------------ | -------------------- | -------------------- | -------------------- | ------------- | ------------- | ------------- | ------ | ------ |
| січ.-черв. 2018               | «Алмансиленсі»                | ЧП (ІІІ)                      | 10        | 0         | КП                 | -                  | -                  |                      | -                    | -                    |               | -             | -             | 10     | 0      |
| 2018–19                       | «Праєнсі»                     | ЧП (ІІІ)                      | 20        | 0         | КП]                | 3                  | 0                  |                      | -                    | -                    |               | -             | -             | 23     | 0      |
| 2019–20                       | «Кова-да-Пієдаді»             | СД (ІІ)                       | 10        | 0         | КП+КЛ              | 0+1                | 0                  |                      | -                    | -                    |               | -             | -             | 11     | 0      |
| 2020-кві. 2021                | «Пеньялновенсі»               | ЧП (ІІІ)                      | 14        | 1         | КП                 | 1                  | 0                  |                      | -                    | -                    |               | -             | -             | 15     | 1      |
| кві.-лип. 2021                | «Вестрі»                      | 1Д (ІІ)                       | 6         | 0         | КІ                 | 1                  | 0                  |                      | -                    | -                    |               | -             | -             | 7      | 0      |
| 2021–22                       | «Локомотив» (Софія)           | 1Л                            | 24+3      | 1+1       | КБ                 | 2                  | 0                  |                      | -                    | -                    |               | -             | -             | 29     | 2      |
| 2022–23                       | «Локомотив» (Софія)           | 1Л                            | 22        | 1         | КБ                 | 1                  | 0                  |                      | -                    | -                    |               | -             | -             | 23     | 1      |
| Усього за «Локомотив» (Софія) | Усього за «Локомотив» (Софія) | Усього за «Локомотив» (Софія) | 46+3      | 2+1       |                    | 3                  | 0                  |                      | -                    | -                    |               | -             | -             | 52     | 3      |
| Усього за кар'єру             | Усього за кар'єру             | Усього за кар'єру             | 109       | 4         |                    | 9                  | 0                  |                      | -                    | -                    |               | -             | -             | 118    | 4      |